# Stadtpark (Kempten)

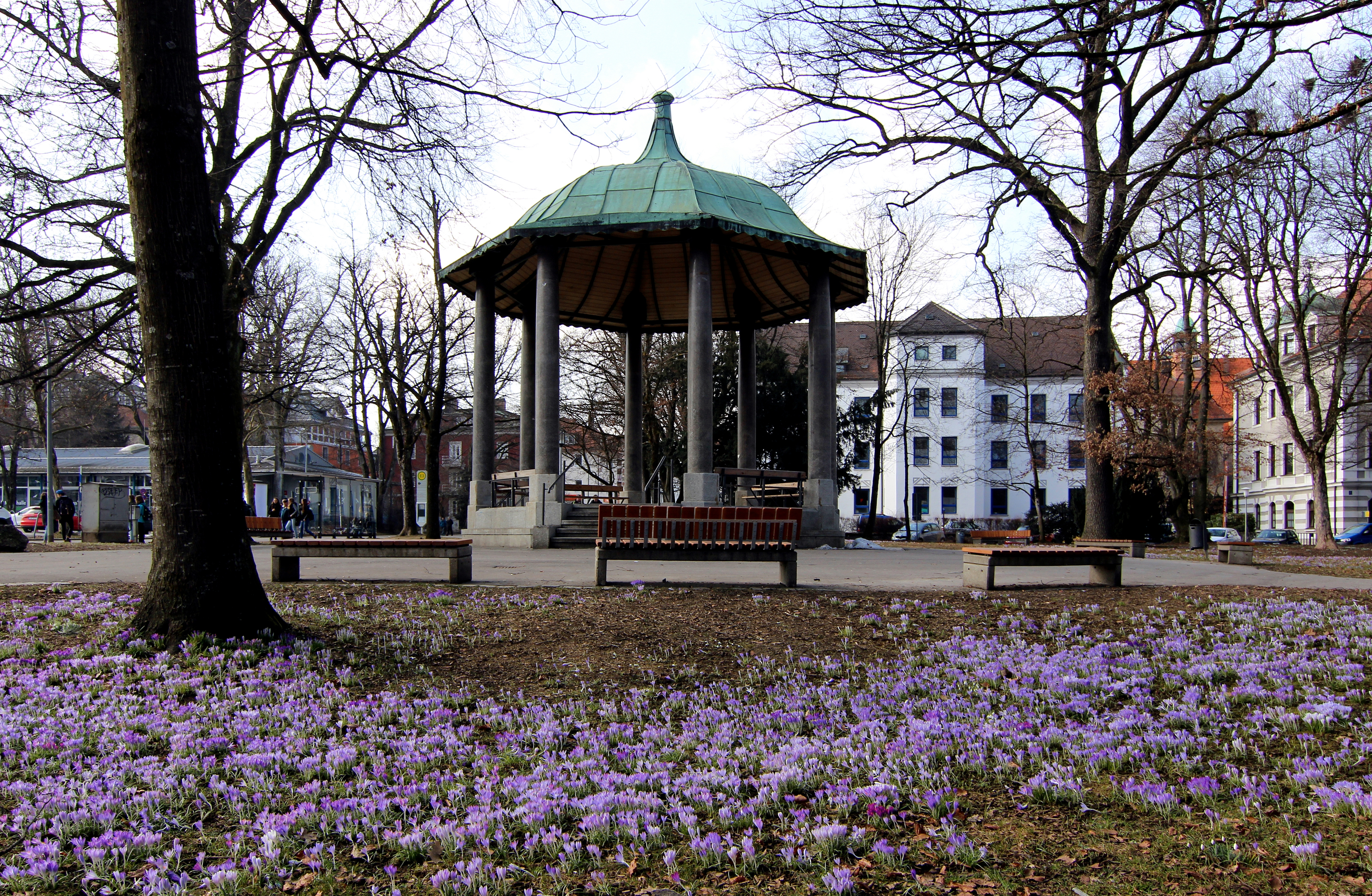
Blühende Krokuswiesen mit dem Musikpavillon im März (2015)

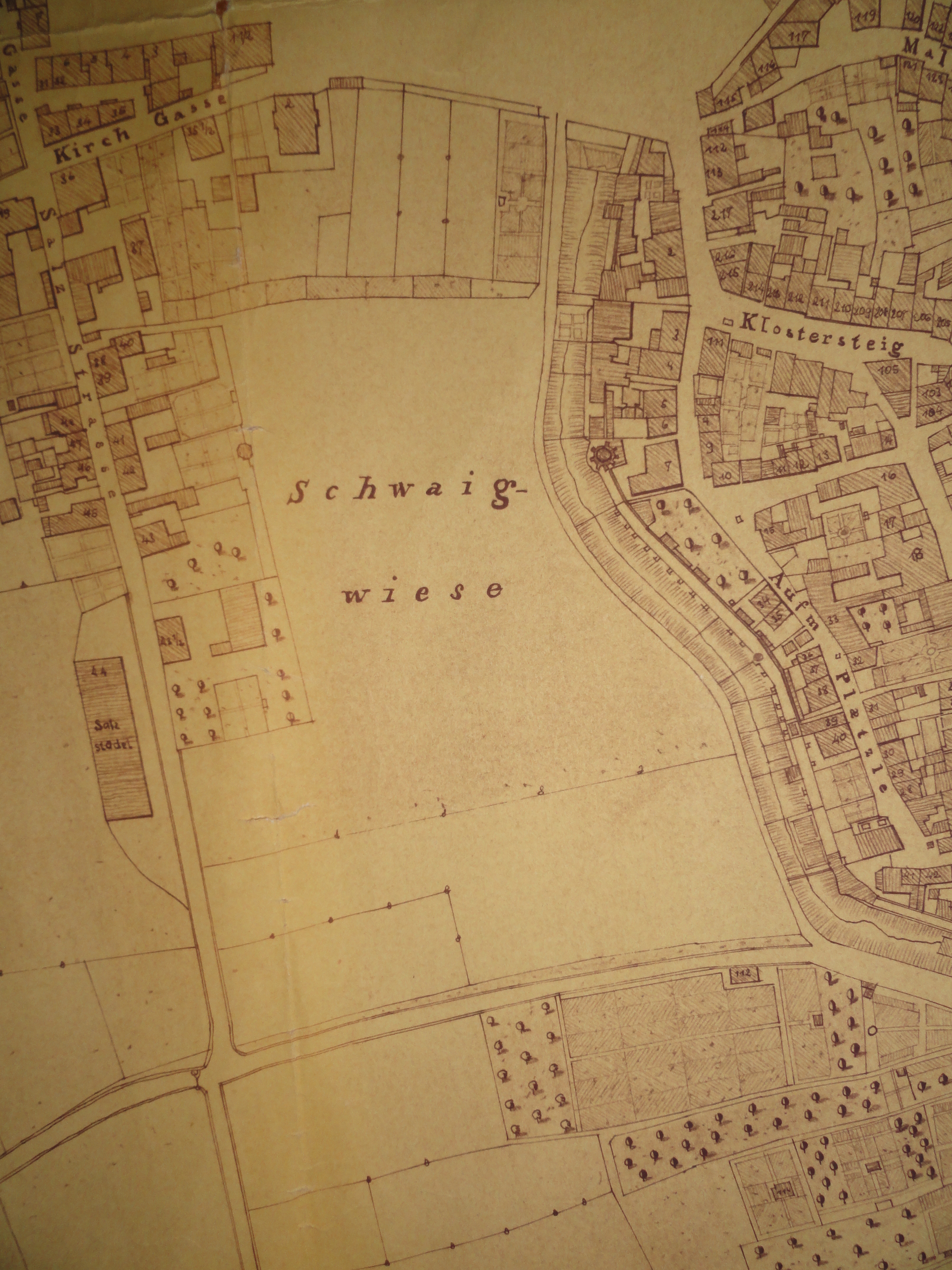
Die Schwaigwiese als Ausschnitt aus dem Katasterplan von 1823/26

Der Stadtpark in Kempten (Allgäu) ist eine zentral gelegene Grünanlage. Sie entstand in den 1890er Jahren anstelle einer Wiese und sollte der Verbindung der ehemaligen Reichs- und Stiftsstadt Kempten dienen, die erst seit 1818 zu einer Stadt vereinigt waren. Die Anlage des Parks an dieser Stelle war ein Teil der Stadtplanung des damaligen Bürgermeisters Adolf Horchler.

## Lage
Der 2,5 Hektar große Stadtpark erstreckt sich vom nördlichen Zumsteinhaus bis zum Parktheater im Süden. Westlich begrenzt wird der Stadtpark vom Gebäude der Harmonie (heute Finanzamt) sowie östlich vom Lyzeum mit der Zentralen Umsteigestelle "ZUM". In direkter Nähe zum Park befindet sich die Hauptstelle der Sparkasse Allgäu. Die frühere Arealbezeichnung Schwaigwiese deutet auf einen Viehhof mit dem dazugehörigen Weideplatz hin.

## Geschichte
Bis zur Säkularisation im Jahre 1802/3 und der endgültigen Vereinigung der Reichs- und Stiftsstadt Kempten zu einer Stadt im Jahre 1818 war die Fläche des späteren Stadtparks eine Pufferzone zwischen den beiden gleichnamigen Städten. Danach diente die Schwaigwiese, so wurde die Fläche früher genannt, der Garnison der 1869 aufgelösten Bürgerwehr als Schieß- und Übungsplatz.
Im Jahr 1874 konnte die Stadt Kempten die Wiese vom bayerischen Militär erwerben. Der Lärm durch die Gewehrschüsse war den Bewohnern der Stadt nicht mehr zuzumuten. Das Militär zog daraufhin in die Riederau, eine Fläche östlich der Iller. Das dortige, etwa 96 bayerische Tagwerke große Gelände war das Tauschangebot der Stadt an das Militär. Es dauerte über ein Jahrzehnt, bis sich die Stadt für ein Nutzungskonzept für die Schwaigwiese entscheiden konnte. Durch den Kemptener Hauptbahnhof und der Besiedlung der Flächen westlich der Schwaigwiese geriet die Fläche mehr ins Stadtzentrum, somit auch ins Auge der Stadtplaner.
1887 gab es einen kommunalpolitischen Konflikt über die künftige Nutzung der brachliegenden Schwaigwiese. Überlegungen, aus der Schwaigwiese einen Park zu gestalten, wurden von Vertretern des dort regelmäßig stattfindenden Viehmarktes abgelehnt. Zeitweise war auch eine Überbauung mit Wohnhäusern angedacht. Eine große Zahl Bürger und Stadträte war sich einig, dass die Fläche am besten den Landwirten mit ihrem Kuh- und Schweinehandel vorbehalten bleiben sollte. Der Bürgermeister Adolf Horchler setzte sich jedoch nach langen Diskussionen durch. Östlich des Bahnhofs sollte ein neuer Viehhandelsplatz entstehen. Am 15. September 1887 entschied sich der Magistrat für die neue Straßenführung mit der verlängerten Bodmanstraße als Ost-West-Achse. Die Schwaigwiese wurde Horchlers Wunsch entsprechend nicht überbaut, sondern als Parklandschaft im englischen Stil angelegt, samt Paraden-, Markt- und Versammlungsplatz.
Zwischen 1891 und 1893 wurde nach den Plänen des Gartenbauinspektors, Gartenarchitekten und Direktors des Botanischen Gartens von München Max Kolb (1829–1915), des Vaters der Dichterin Annette Kolb, und dem späteren Stadtgärtner von Kempten, Dominikus Senn, einem Schüler Kolbs, der Stadtpark gestaltet. In den Plänen hieß das Vorhaben „Anlage auf der Schwaigwiese“.
Bei den Arbeiten wurden etwa 5.000 Sträucher und Bäume gepflanzt und große Erdbewegungen vorgenommen. Hierfür musste der Wall vor dem Stadtgraben der ehemaligen Reichsstadt abgetragen und das Gelände geebnet werden. Die fertige Anlage umfasste eine im Vergleich zum Park der 1990er Jahre wesentlich größere Fläche. Der Stadtpark war mit einer Grottenanlage, einem kleinen Weiher mit Wasserfall und später mit einem Pavillon und Brunnen ausgestattet. Besucher priesen den Stadtpark als „kleines Baumparadies“ oder als „Lunge Kemptens“. 1900 diente der Königsplatz als Eislauffläche.

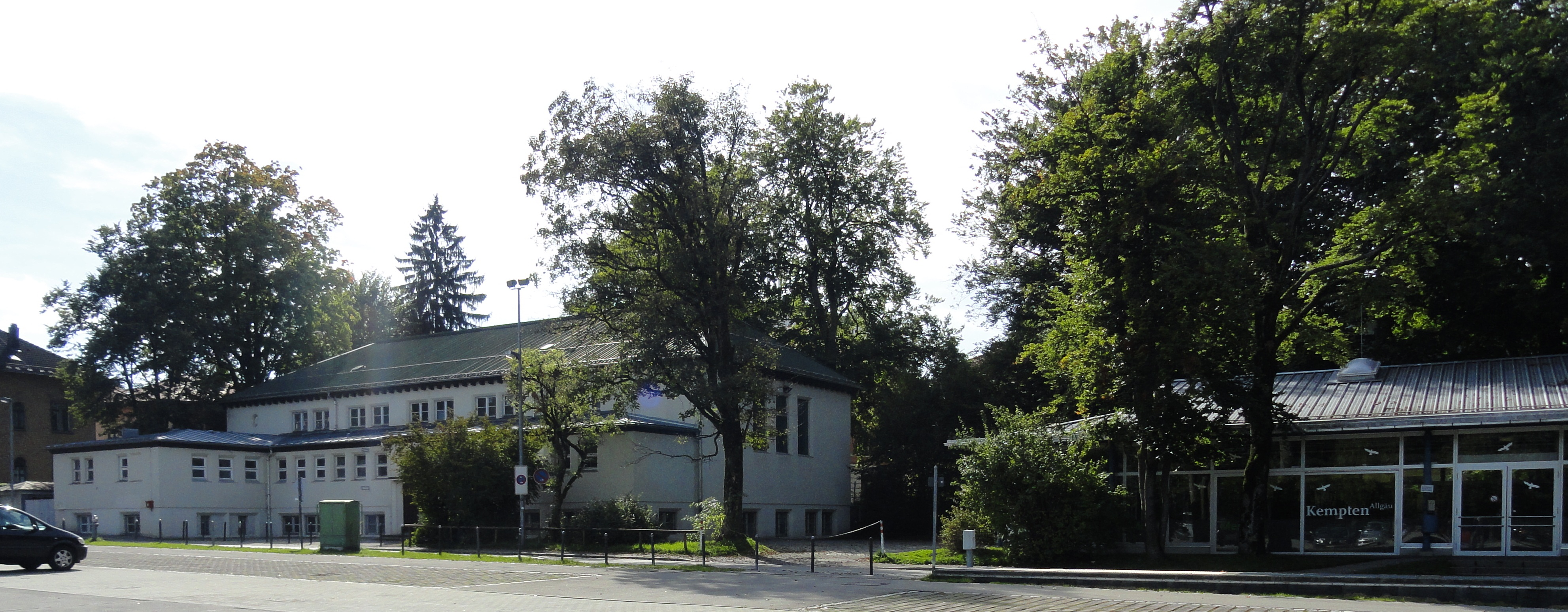
Turnhalle und Markthalle am Königsplatz

1937 erfolgte ein erster Einschnitte in die Parkanlage, als die – inzwischen unter Denkmalschutz stehende – Turnhalle am Königsplatz errichtet und dafür der Alpengarten beseitigt wurde. Nach dem Zweiten Weltkrieg diente der Stadtpark bis zur Einführung der Deutschen Mark im Jahr 1948 dem Schwarzmarkt. Für die Allgäuer Festwoche werden im Stadtpark seit 1949 jährlich im August Zelte aufgestellt und das Gelände eingezäunt. Im Jahr 1991 wurde eine zweigeschossige Tiefgarage unter dem Königplatz gebaut; die große Kiesfläche wurde damals in einen Parkplatz umgewandelt. 1995 wurde vor dem Lyzeum eine zentrale Busumsteigestelle (ZUM) der Verkehrsgemeinschaft Kempten errichtet; kurz zuvor beim Umbau des Lyzeums hatte man die dortige Grünanlage entfernt und zwei große Blutbuchen sowie eine Linde gefällt.
Von Herbst 2018 bis Herbst 2019 wurde der Stadtpark umfangreich umgestaltet.

## Bauwerke und Kleinarchitektur

Postkarte mit Kempten-Motiven, in der Mitte befindet sich das Kriegerdenkmal sowie der alte Weiher mit Fontäne und Wasserfall des Stadtparks

Am 21. November 1890 wurde das Kriegerdenkmal am Lyzeum enthüllt. Der vom Pfrontener Akademieprofessor Syrius Eberle (1844–1903) gestaltete Bronzeguss stellte einen Friedensengel dar, der einem sterbenden Krieger einen Siegeskranz reicht. Das Denkmal wurde im Zweiten Weltkrieg eingeschmolzen. 
1904 wurde aus der Stiftung des bereits verstorbenen Kulturmäzens Christian Marco Calgèer ein Musikpavillon fertiggestellt. Das Dach des klassizistischen Bauwerks wird von acht Säulen getragen, welche auf einer achteckigen Basis stehen. Die überdachte Bodenfläche ist aus Terrazzo und trägt mittig ein Mosaik mit dem Kemptener Stadtwappen. Während der Allgäuer Festwoche ist im Pavillon meist ein temporäres Rundfunkstudio vom Bayerischen Rundfunk BR oder dem Lokalsender RSA eingerichtet.
An die Kemptener Juden in der Zeit des Nationalsozialismus erinnern zwei Mahn- und Denkmäler im Norden des Parks.

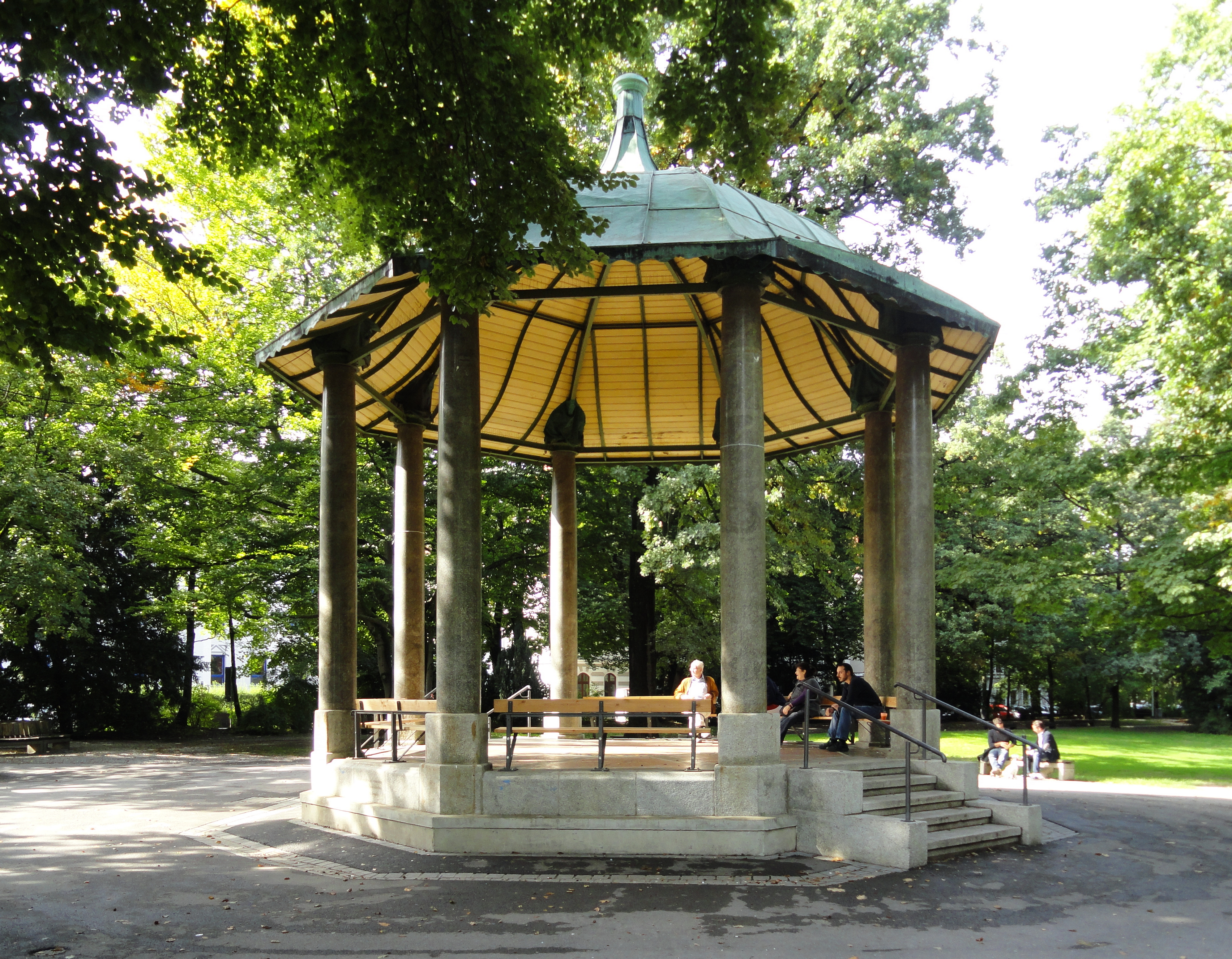
Musik-Pavillon
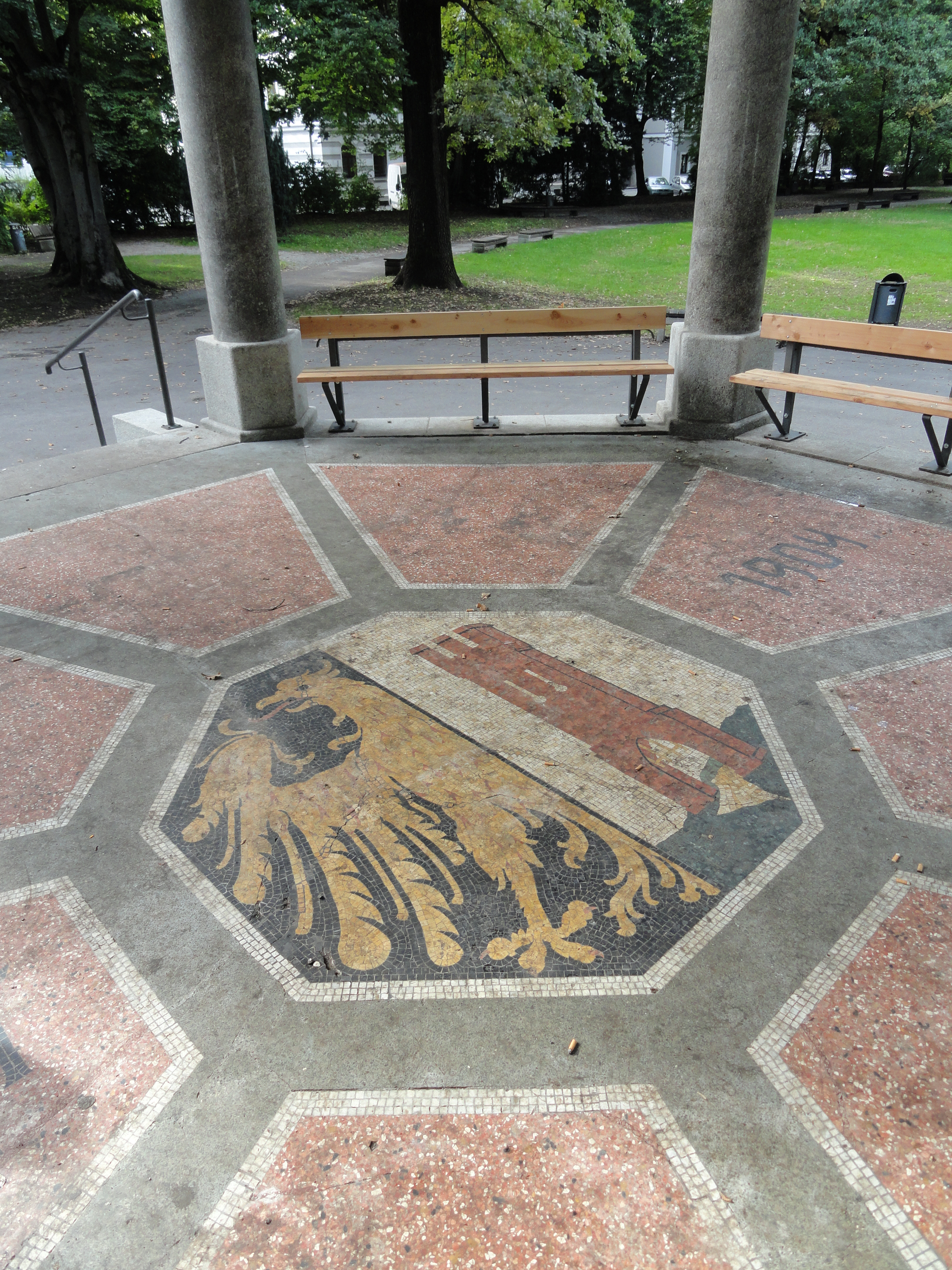
Kemptener Stadtwappen im Musik-Pavillon
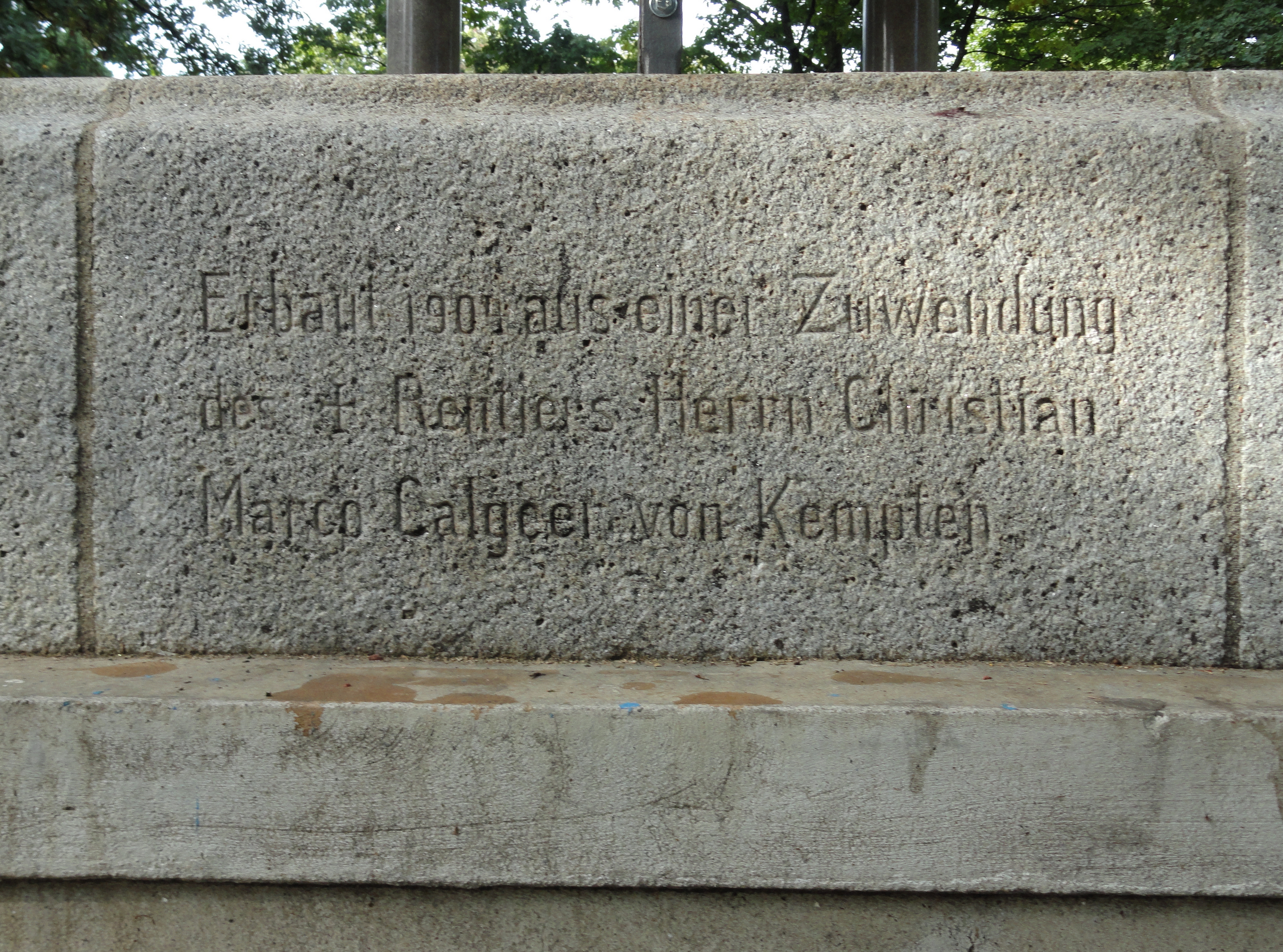
Inschrift in einem der Steine des Pavillons
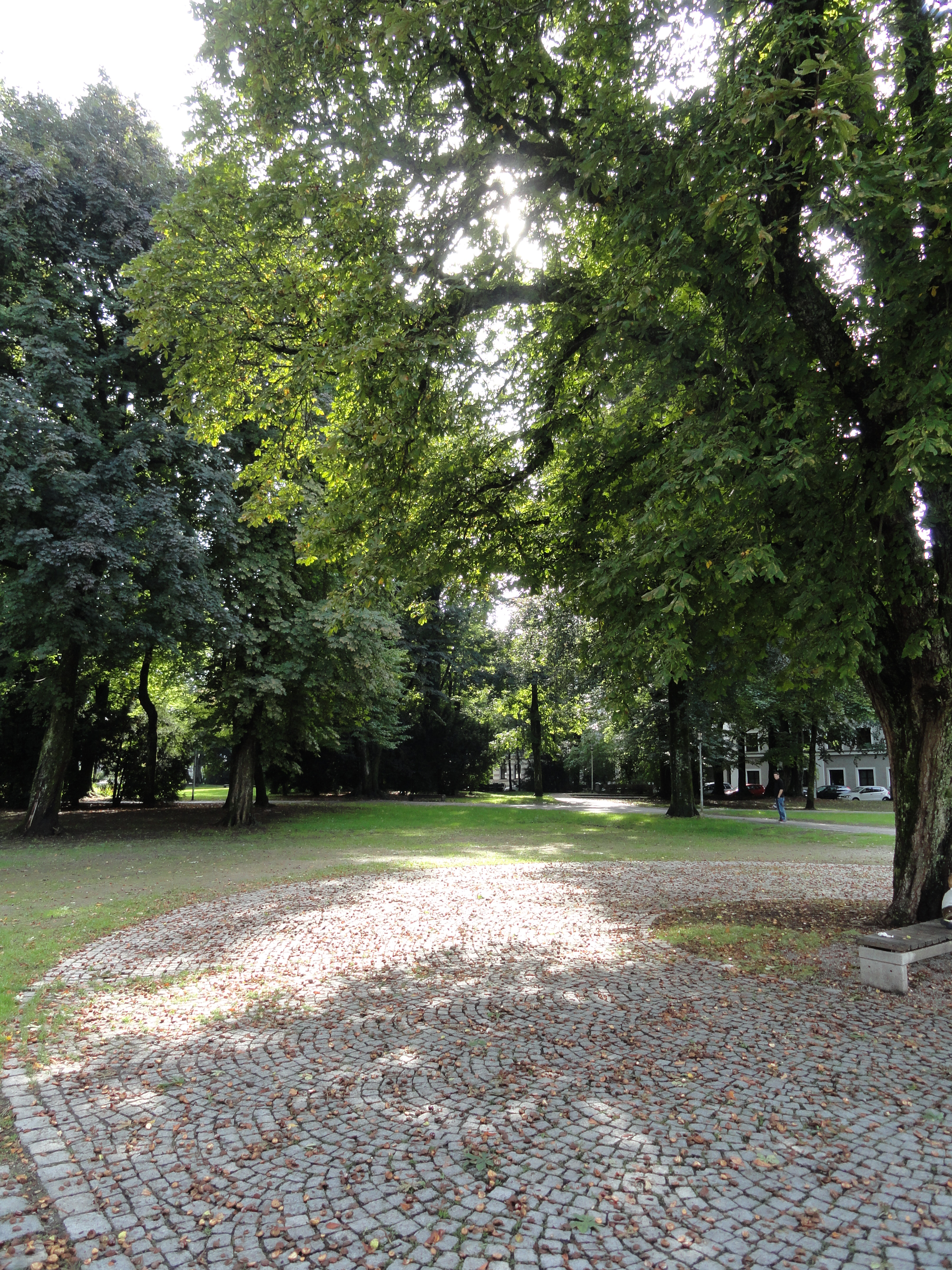
Blick in den Park von nordöstlicher Richtung
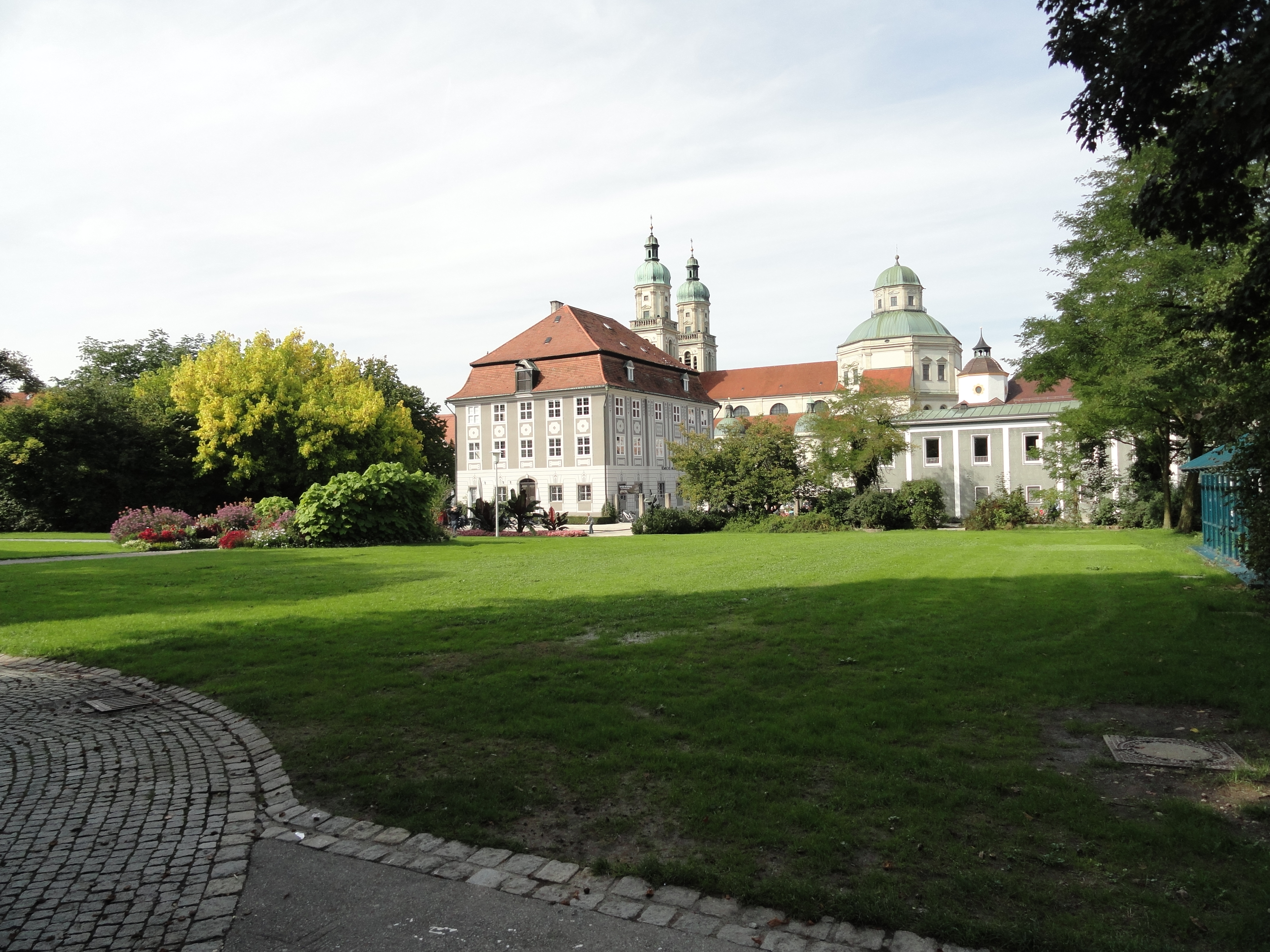
Nördlicher Teil des Stadtparks bzw. Teile des Zumsteingartens
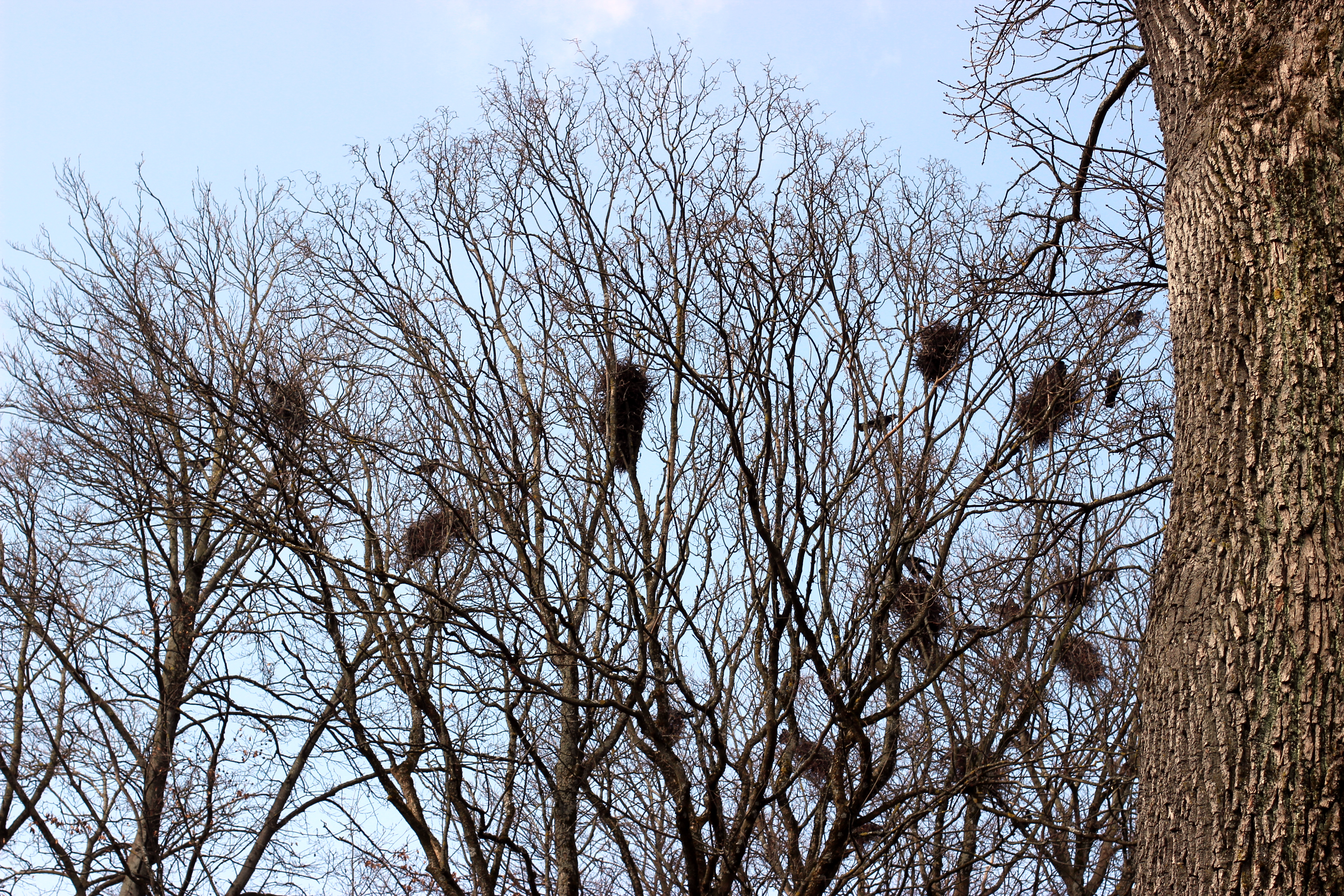
Nester der Saatkrähen auf den Baumkronen

## Vegetation und Tiere

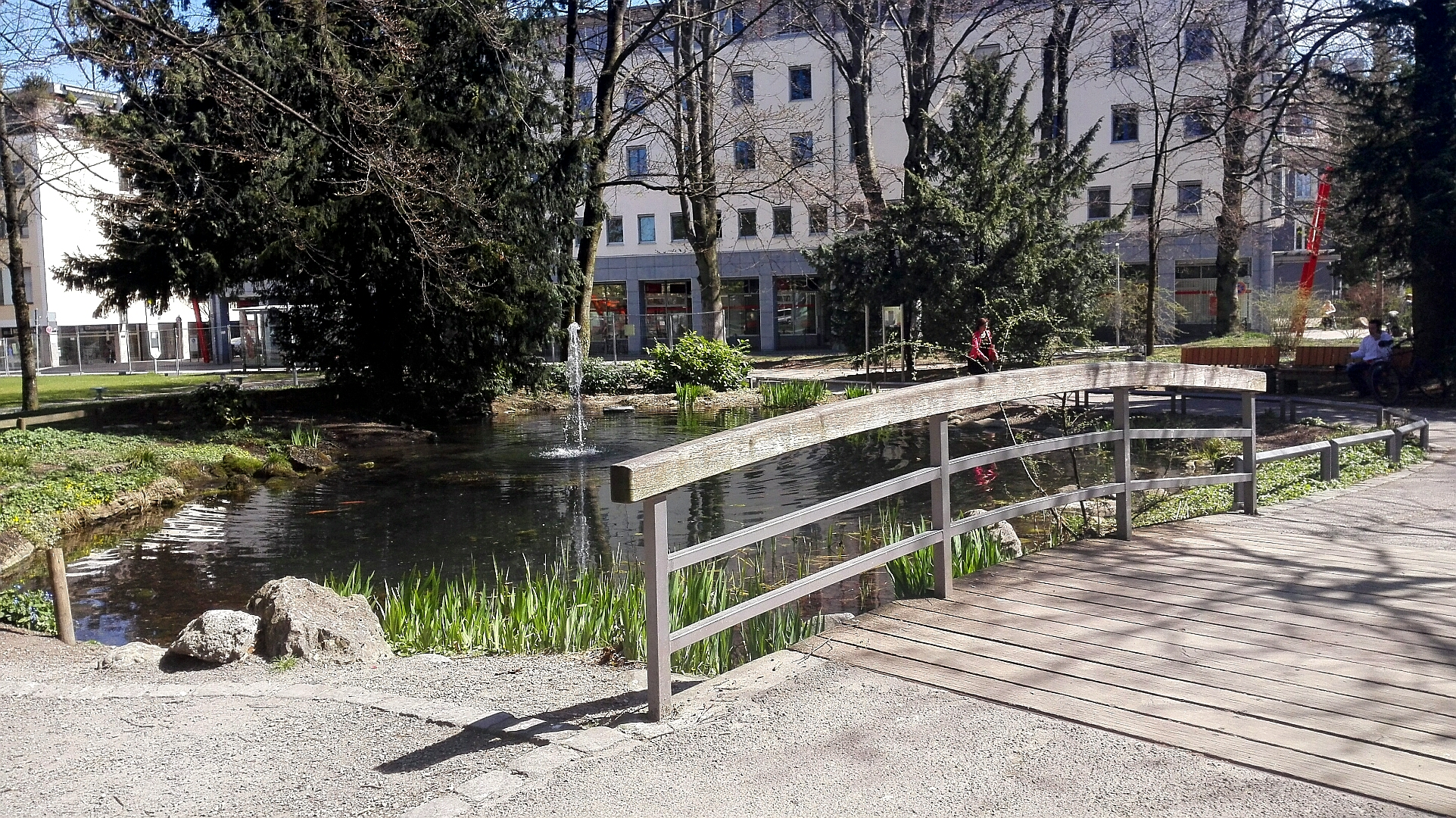
Teich mit Zierfischen

Im Frühjahr blühen die Blausterne, im Volksmund auch Szilla genannt, auf den Wiesen und weitere Frühlingsblumen wie Krokusse. Der Baumbestand besteht aus Buchen, Kastanien, Eichen und Ahornbäumen sowie einigen Nadelbäumen. Der Baumbestand ist teilweise so alt wie Park. In den Baumkronen nisten geschützte Saatkrähen, was wiederholt zu Anwohnerprotesten führte. Im Park befindet sich bis zum Umbau 2019 ein kleiner Teich mit Fontäne und Zierfischen.